# Ерик Л'Ом
Ерик Л’Ом (на френски: Erik L'Homme) е френски журналист и писател.

## Биография
Роден е през 1967 г. в Гренобъл. Още от най-ранно детство, прекарано в контакт с природата, той проявява силна наклонност към приключенията и страст към книгите. Завършва средновековна история и тръгва да пътешества по следите на героите от любимите му четива. Стъпките му го отвеждат до планините в Централна Азия – по дирите на снежния човек Йети, до Филипините в търсене на несметно съкровище.

### Литературна дейност
Първата му книга е научно изследване върху езика и културата на един много древен народ, живеещ между Пакистан и Афганистан. Днес Ерик Л’Ом е директор на списанието „Младежта за природата“ и съчетава журналистиката с писането на романи.
През 2001 г. е издаден първият му роман за юноши „Магьосникът Кадехар“ от поредицата „Книгата на звездите“. През 2001 г. за него получава наградата на младежта на Международния фестивал по география в Сен Дие де Вож, а през 2002 г. за „Повелителят Ша“ – наградата на студентите от Южен университет в Тулон-Вар, Франция. Трилогията е преведена на 26 езика.
През 2003 г. стартира новата му трилогия „Господарите на прибоя“, а през 2010 г. поредицата „А като Асоциация“.

## Произведения

### Серия „Книгата на звездите“ (Le Livre des étoiles)
1. Qadehar le sorcier (2001)
Магьосникът Кадехар, изд.: ИК „Хермес“, Пловдив (2005), прев. Анета Тошева
2. Le Seigneur Sha (2002)
Повелителят Ша, изд.: ИК „Хермес“, Пловдив (2005), прев. Венелина Станева
3. Le Visage de l'Ombre (2003)
Лицето на сянката, изд.: ИК „Хермес“, Пловдив (2005), прев. Анета Тошева

### Серия „Господарите на прибоя“ (Les Maîtres des brisants)
1. Chien-de-la-lune (2004)
2. Le Secret des abîmes (2005)
3. Seigneurs de guerre (2009)

### Серия „А като Асоциация“ (A comme Association)
1. Les Limites obscures de la magie (2010) – с Пиер Ботеро
2. La Pâle Lumière des ténèbres (2010)
3. L'Étoffe fragile du monde (2011)
4. Le Subtil Parfum du soufre (2011) – с Пиер Ботеро
5. Là où les mots n'existent pas (2011)
6. Ce qui dort dans la nuit (2011)
7. Car nos cœurs sont hantés (2012)
8. Le Regard brûlant des étoiles (2012)

### Самостоятелни романи
- Contes d'un royaume perdu (2005)

### Документалистика
- Parlons khowar: langue et culture de l'ancien royaume de Chitral au Pakistan (1999)
- Des pas dans la neige, aventures au Pakistan (2010)